# Lani Pallister
Lani Pallister (født 6. juni 2002) er en australsk svømmer.
Hun repræsenterede sit land ved sommer-OL 2024 i Paris i 4×200 meter fri, hvor holdet vandt guld.